# Cargolet de plana meridional
El cargolet de plana meridional (Cistothorus platensis) és una espècie d'ocell de la família dels troglodítids (Troglodytidae) amb una gran variabilitat geogràfica, en colors i vocalitzacions.

## Descripció
- Fan 10-12 cm de llargària, amb un pes de 10-12 grams. Bec fi i curt.
- Parts superiors de color marró. Ventre i flancs de color marró clar. Gola i pit blancs. Capell fosc amb ratlles pàl·lides i una cella clara.

## Hàbitat i distribució
Habita praderies, sabanes i aiguamolls, criant al centre i sud de Mèxic, Amèrica Central, zones obertes d'Amèrica del Sud fins a la Terra del Foc i les Malvines.

## Subespècies
S'han descrit 17 subespècies:
- C. p. aequatorialis Lawrence, 1871. Des de l'oest de Colòmbia fins al centre del Perú.
- C. p. alticola Salvin et Godman, 1883	. Des del nord de Colòmbia, a través de Veneçuela fins a l'oest de Guyana.
- C. p. elegans Sclater PL et Salvin, 1859. Sud de Mèxic i Guatemala.
- C. p. falklandicus Chapman, 1934. Illes Malvines.
- C. p. graberi Dickerman, 1975. Sud-est d'Hondures i nord-est de Nicaragua.
- C. p. graminicola Taczanowski, 1874. Sud del Perú.
- C. p. hornensis (Lesson, 1834). Centre i sud de Xile i sud de l'Argentina
- C. p. jalapensis Dickerman, 1975. Centre de Veracruz, a Mèxic.
- C. p. lucidus Ridgway, 1903. Costa Rica i oest de Panamà.
- C. p. minimus Carriker, 1935. Des del sud de Perú fins al sud de Bolívia.
- C. p. platensis (Latham, 1790). centre i est de l'Argentina.
- C. p. polyglottus (Vieillot, 1819). Sud-est del Brasil, el Paraguai i nord-est de l'Argentina.
- C. p. potosinus Dickerman, 1975. estat de San Luis Potosí, a Mèxic.
- C. p. russelli Dickerman, 1975	. Belize.
- C. p. tinnulus Moore RT, 1941.	Oest de Mèxic.
- C. p. tucumanus Hartert, 1909.	Sud de Bolívia i nord-oest de l'Argentina
- C. p. warneri Dickerman, 1975. Veracruz, Tabasco i Chiapas, a Mèxic.